# Републикански път III-605
Републикански път IIІ-605 е третокласен път, част от Републиканската пътна мрежа на България, преминаващ изцяло по територията на област Перник. Дължината му е 44,1 км.
Пътят се отклонява наляво при 74,7 км на Републикански път I-6 на 2 км южно от град Батановци и се насочва на север по долината на Конска река (десен приток на Струма) през Пернишката котловина. Преминава през град Батановци и село Богдановдол, а при махала Палилула напуска долината на Конска река и се насочва на северозапад, а след това на запад, като заобикаля от север планината Черна гора. В този си участък последователно преминава през селата Ноевци, Непразненци, Гигинци и Габровдол и на 2,7 км след последнотото слиза в долината на река Светля (десен приток на Струма). След това минава през селата Еловдол и Мурено, като заобикаля от север и запад Рудина планина, слиза в долината на Пенкьовска река и по нейния ляв бряг се спуска до село Враня стена, където се съединява с Републикански път III-623 при неговия 58,7 км.
От Републикански път IIІ-605 при неговия 40,4 км надясно се отделя третокласен Републикански път III-6052 (6,1 км), който по долината на Пенкьовска река достига до 34,1 км на Републикански път III-637.
| Пътища, отклоняващи се надясно (населено място, № на пътя, посока на пътя) | Км   | Пътища, отклоняващи се наляво (посока на пътя, № на пътя, населено място) |
| -------------------------------------------------------------------------- | ---- | ------------------------------------------------------------------------- |
| Община Перник, I-6, 74,7 км ←                                              | 0,0  | ← 74,7 км, I-6, Община Перник                                             |
| гр. Батановци                                                              | 2,1  | ← гр. Батановци, 7,2 км, III-6032 (от 8,3 км на III-603)                  |
| с. Богдановдол                                                             | 3,6  | с. Богдановдол                                                            |
| (за селата Зидарци и Витановци) общински път ←                             | 6,2  | → общински път (за с. Ярджиловци)                                         |
| (от 18,8 км на II-81) III-811, 49,6 км → (за с. Велковци) общински път ←   | 9,7  |                                                                           |
|                                                                            | 11,3 | → общински път (за с. Селищен дол)                                        |
| Община Брезник                                                             | 12,3 | Община Брезник                                                            |
| (за 43,1 км на III-811) общински път, с. Ноевци ←                          | 15,3 | с. Ноевци                                                                 |
| (за с. Бегуновци) общински път, с. Непразненци ←                           | 18,4 | с. Непразненци                                                            |
| (за с. Кошарево) общински път, с. Гигинци ←                                | 22   | с. Гигинци                                                                |
| Община Земен                                                               | 23,9 | Община Земен                                                              |
| с. Габровдол                                                               | 24,6 | → с. Габровдол, общински път (за с. Беренде)                              |
|                                                                            | 27,3 | ← 25,6 км, III-603 (от гр. Радомир)                                       |
| с. Еловдол                                                                 | 29,8 | с. Еловдол                                                                |
| (за с. Падине) общински път ←                                              | 30,8 |                                                                           |
| с. Мурено                                                                  | 32,3 | с. Мурено                                                                 |
| с. Горна Врабча                                                            | 34,8 | с. Горна Врабча                                                           |
|                                                                            | 37,8 | → общински път (за с. Долна Врабча)                                       |
| (до 34,1 км на III-637) III-6032, 0 км ←                                   | 40,4 |                                                                           |
|                                                                            | 41,4 | → общински път (за с. Смиров дол)                                         |
| (до с. Габрешевци) III-623, 58,7 км, с. Враня стена ←                      | 44,1 | ← с. Враня стена, 58,7 км, III-623 (34,9 км на II-62)                     |